# Kapota

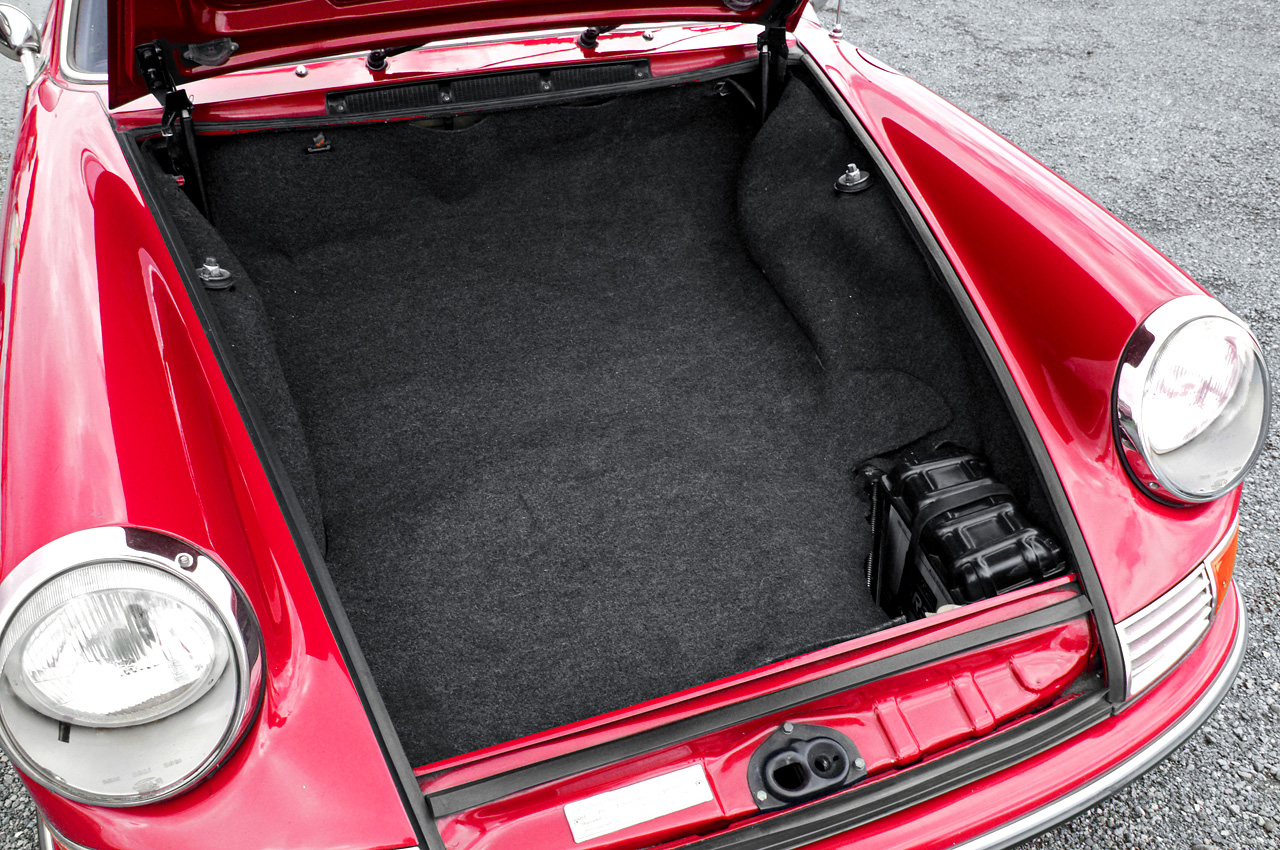
Zavazadlový prostor pod kapotou

Kapota je část karoserie automobilu, která je umístěna na přední části vozu mezi předním sklem a předním nárazníkem. Nejčastěji bývá pod kapotou umístěn motor, občas také zavazadlový prostor. U některých vozů byla otevírána proti směru jízdy (např. Renault 12), případně v bočním směru (např. Škoda 105/120), aby se neotevřela během jízdy vlivem proudícího vzduchu, u většiny vozů však je otevírána zepředu kvůli snadnější manipulaci a lepšímu přístupu k motoru nebo k zavazadlovému prostoru. Kapota je součástí přední deformační zóny.
U nákladních automobilů existuje pojem kapotová karosérie, která označuje karosérii automobilu, která má motor před kabinou, krytý rozměrnou kapotou. U nákladních automobilů s trambusovou kabinou se jako kapota může označovat svislá odklopná část pod čelním sklem.